# Hidrogenisani skrobni hidrozilat
Hidrogenisani skrobni hidrozilat (HSH) je smeša nekoliko šećernih alkohola (zaslađivača). Hidrogenisani skrobni hidrozilati imaju 40 do 90 procenata slatkoće šećera. 
Hidrogenisani skrobni hidrozilati se proizvode parcijalnom hidrolizom skroba – najčešće kukuruznog skroba, mada se skrob iz krompira i žita takođe može koristiti. Time se formiraju dekstrini (glukoza i kratki glukozni lanci). Hidrolizovani skrob (dekstrin) se zatim hidrogeniše do šećernih alkohola.
Hidrogenisani skrobni hidrozilat je sličan sa sorbitolom: ako se skrob potpuno hidrolizuje do glukoze, onda je rezultat hidrogenacije sorbitol. Pošto u HSH-u skrob nije potpuno hidrolizovan, formira se smeša sorbitola, maltitola, i dužih lanaca hidrogenisanih saharida (npr. maltotriitol). Kada smeša ne sadrži dominantni poliol koristi se generičko ime hidrogenisani skrobni hidrozilat. Međutim, ako ima 50% ili više poliola jednog tipa u smeši, on se naziva „sorbitolni sirup“, ili „maltitolni sirup“, etc.

## Upotreba
Hidrogenisani skrobni hidrozilat se komercijalno koristi na isti način kao i drugi šećerni alkoholi. Često se primenjuje kao zaslađivač i kao sastojak koji zadržava vlagu. U ulozi modifikatora kristalizacije, on može da spreči formiranje šećernih kristala u sirupu. 